# Abdol-Hossein Mirza Farmanfarma

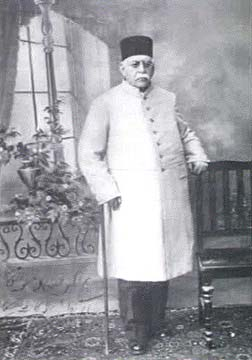
Abdol-Hossein Mirza Farmanfarma

Abdol-Hossein Mirza Farmanfarma (persisch عبدالحسین میرزا فرمانفرما), auch Abdol-Hossein Mirza Salar Laschkar Farmanfarma (geboren 1857; gestorben 1939) war ein iranischer Politiker und einer der prominentesten Prinzen der Kadscharenfamilie.
Er wurde 1857 als Sohn von Nosrat Doleh Firouz Mirza und dessen Ehefrau Hajieh Homa Khanoum geboren. Er war der 16. Enkel des Kronprinzen der Qadscharen-Dynastie, Abbas Mirza. Abdol Hossein war ein Cousin von Naser al-Din Schah.
Im Laufe seines Lebens bekleidete er hohe Regierungsämter einschließlich des Amts des Premierministers und erhielt die Titel Salar-Laschkar (Kommandeur der Armee), Nosrat-Doleh (Sieg des Staates), Amir Tuman (Kommandeur der Tausend) und Farman-Farma (Kommandeur der Kommandeure). Er war außerdem ein Kunstmäzen. Abdol Hossein hatte acht Ehefrauen (darunter eine Tochter von Mozaffar ad-Din Schah mit Namen Ezzat al-Dowleh), die ihm 26 Söhne und 13 Töchter gebaren.

## Leben
Abdol Hossein Farmanfarma wurde 1857 geboren. Er erhielt durch Hauslehrer eine für einen Prinzen standesgemäße Erziehung im Fechten, Jagen, Reiten, Kalligraphie, Gedichte schreiben, zeremonieller Etikette und all der anderen wichtigen Fähigkeiten, die ein Mitglied des Kadscharenhauses beherrschen musste. Seine militärische Ausbildung erhielt er auf der Österreichischen Militärakademie von Teheran. 1882 wurde er Kommandeur einer kleineren Militäreinheit in der Provinz Kerman. 1887 erhielt den Titel Amir Tuman (Kommandeur der Tausend).
In der Folgezeit wurde er Gouverneur von Kerman, Kurdistan, Fars, Kermanschah und Aserbaidschan und zählte bald zu den größten Großgrundbesitzern in Iran. Nach dem Tod Naser al-Din Schahs und der Übernahme der Regentschaft durch Mozaffar ad-Din Schah verlor er alle seine Ämter und ging 1898 für vier Jahre ins Exil nach Ägypten und Baghdad. Unter Mozaffar ad-Din Schah erkämpften sich die Iraner im Rahmen der Konstitutionellen Revolution eine Verfassung und ein Parlament.
Bereits 10 Tage nach Inkrafttreten der Verfassung, am 7. Januar 1907, starb Mozaffar ad-Din Schah. Sein Sohn Mohammed Ali Schah wurde 10 Tage nach dem Tod seines Vaters zum Schah gekrönt. Vertreter des Parlaments waren zur Krönung nicht eingeladen worden. Mohammed Ali Schah hatte entschieden, dass er das Parlament am besten ignoriere. Abdol Hossein Farmanfarma unterstützte zunächst Mohammad Ali Schah politisch wie finanziell in seinem Kampf gegen die konstitutionelle Bewegung. Als Gegenleistung für seine finanzielle Unterstützung überschrieb Mohammad Ali Schah Abdol Hossein Farmanfarma, der ein Mäzen der Künste war, die extrem kostbare Inneneinrichtung des Kronprinzenpalastes in Tabris. Farmanfarma ließ den Palast vollständig ausräumen und die meisten Einrichtungsgegenstände in seine Anwesen nach Aserbaidschan bringen. Teure und leichte Gegenstände wurden in seine Häuser nach Teheran und nach Tabriz gebracht.
Als sich im Frühjahr 1909 der Sturz Mohammed Ali Schahs abzeichnete, wechselte Abdol Hossein Farmanfarma die Seiten und erklärte offen seine Unterstützung der konstitutionellen Bewegung. Nach dem Sieg der konstitutionellen Bewegung über Mohammad Ali Schah und die Wiedereinsetzung einer konstitutionellen Regierung wurde Abdol Hossein Farmanfarma Justizminister und später Verteidigungsminister.
Das damalige Parlament kannte noch keine Parteien, sondern lediglich lose Zusammenschlüsse von Abgeordneten zu Gruppierungen. Bedeutsam war zum einen die Gruppe der konservativen Abgeordneten, die sich die „Moderaten“ nannten, und von Abdol Hossein Farmanfarma angeführt wurden. Ihnen stand die Gruppe der fortschrittlichen Reformabgeordneten gegenüber, die sich „Demokraten“ nannten.
Während des Ersten Weltkriegs wurde Abdol Hossein Farmanfarma im Februar 1915 mit britischer Unterstützung Premierminister, nachdem der bisherige Premierminister Hassan Mostofi von den Demokraten, der eine strikte Neutralitätspolitik im Ersten Weltkrieg verfolgte, durch die Briten zum Rücktritt gezwungen worden war. Der Staat Iran hatte nach Kriegsausbruch zwar seine Neutralität erklärt, war aber im Norden und Westen durch den Einmarsch russischer und britischer Truppen zum Kampfgebiet geworden. Premierminister Mostofi hatte mit dem Osmanischen Reich und dem Deutschen Reich Kontakte geknüpft und sich von beiden Unterstützung gegen die russische und britische Besatzung versprochen. Abdol Hossein Farmanfarma galt als Gefolgsmann der Briten und wurde deshalb von ihnen als Premierminister favorisiert. Nach nur drei Monaten musste er allerdings auf innenpolitischen Druck hin zurücktrete, Hassan Mostofi übernahm wieder das Amt des Premierministers. Im Dezember 1915 übernahm Abdol Hossein Farmanfarma erneut das Amt des Premierministers, musste aber auch dieses Mal bereits nach drei Monaten im März 1916 zurücktreten. Er kehrte nach Schiraz zurück und übernahm dort das Amt des Gouverneurs von Fars.
In Fars unterstützte er die Gründung der von General Percy Sykes kommandierten South Persian Rifles, einer von den Briten finanzierten Truppe aus britischen Offizieren und iranischen Soldaten, die die „britischen Interessen im Süden Irans“ und hier vor allem die Ölanlagen der Anglo-Persian Oil Company von Abadan, vor Angriffe durch osmanische Truppen und vor deutschen Sabotageakten schützen sollten.
Farmanfarma blieb bis 1921 Gouverneur von Fars, bis er von seinem Neffen Mohammad Mossadegh abgelöst wurde. Nach seiner Rückkehr nach Teheran wurde er zusammen mit zwei seiner Söhne auf Anweisung Premierministers Tabatabai umgehend verhaftet. Wegen der Unterstützung der britischen Militärs in seiner Zeit als Gouverneur von Fars wurde ihm Hochverrat vorgeworfen. Nachdem Premierminister Tabatabai nach nur 100 Tagen auf Drängen von Ahmad Schah Kadschar sein Amt aufgegeben hatte, kamen Abdol Hossein Farmanfarma und seine Söhne aus dem Gefängnis frei. Große Teile seines Grundbesitzes wurden allerdings beschlagnahmt und er musste seine letzten Jahre unter Hausarrest verbringen.
Farmanfarma starb im November 1939 und wurde auf dem Friedhof von Shah Abdol Azim bestattet.

## Name und Titel
Sein vollständiger offizieller Name und Titel war „Hazrat Aghdas Vala Shahzadeh Abdol Hossein Mirza Farman Farma“. Dies bedeutet ungefähr „Seine Hoheit, Prinz Abdol Hossein, der Bedeutende und Erhabene, der Größte aller Befehlshaber“. Als Familiennamen obligatorisch wurden, nahm er seinen letzten Titel als Familiennamen an, nämlich Farman Farma, was wörtlich übersetzt „Befehlsgeber“ bedeutet und in etwa „Vizekönig“ entspricht.
Der Titel „Farman Farma“ hat seinen Ursprung nicht bei Prinz Abdol-Hossein Mirza Farman Farma. Er wurde zuerst von seinem Großonkel gehalten, Farman Farma, ein Sohn von Fath-Ali Shah Qajar. Prinz Abdol Hosseins Vater, Prinz Firouz, würde gegen seinen eigenen Onkel, Prinz Hossein Ali Farman Farma, kämpfen, um seinen Bruder Prinz Mohammad (später [Mohammad Shah Qajar]) zu unterstützen und das Recht auf die Thronfolge für Prinz Mohammad zu gewinnen. Vierzig Jahre später verlieh Nasser-al-Din Shah, der Neffe von Firouz Mirza, Prinz Firouz den Titel Farman Farma aus Dankbarkeit für seine Rolle bei der Konsolidierung der Nachfolge in der Qadschar-Dynastie. Der Titel Farman Farma ging dann während der Herrschaft von Nasser-ed-Din Shah an seinen Sohn Prinz Abdol Hossein Mirza über. Nasser-ed-din Shah und Prinz Abdol Hossein waren Cousins, aber Nasser-ed-Din Shah war etwa dreißig Jahre älter als er. Nur Prinz Abdol Hossein trug den Titel Farman Farma, während die meisten seiner Nachkommen den Familiennamen trugen, der sich von dem früheren Titel Farman Farmaian (wörtlich: „die zur Farman Farma Gehörenden“) ableitet. Sein älterer Sohn Firouz Nosrat-ed-Dowleh III wählte jedoch den Familiennamen „Firouz“, der von seinen Nachkommen getragen wird.

## Ausländische Orden
Er wurde zum Knight Grand Cross des britischen Order of St. Michael and St. George erhoben.

## Regierungsämter
- Kommandeur der Gendarmerie (1884)
- Kommandeur der Armee  in Aserbaidschan (1890)
- Gouverneur von Teheran (1896)
- Gouverneur von Kerman (1892–1893), und (1894–1896)
- Gouverneur von Kurdistan (1894)
- Gouverneur von Fars (1897–1898), und (1916)
- Gouverneur von Kermanschah (1903)
- Gouverneur von Aserbaidschan (1907)
- Gouverneur von Isfahan (ernannt 1908, aber lehnte den Posten ab[5])
- Justizminister (1907), (1909)
- Verteidigungsminister (1896–1897)
- Innenminister (1910), (1915)
- Premierminister (1915–1916)

## Nachfahren
Im Gegensatz zu vielen persischen Politikern und Mitgliedern des königlichen Haushalts zu dieser Zeit und aufgrund des unsicheren politischen Klimas war Farmanfarma der Ansicht, dass seine Söhne und Töchter im Gegensatz zu den klassischen persischen Erziehungsmethoden moderne europäische Ausbildungen erhalten sollten. Er sorgte dafür, dass sie ihr ganzes Leben lang besonders hart für dieses Ziel arbeiteten. Infolgedessen arbeitete die überwiegende Mehrheit seiner Söhne und Töchter, nachdem sie eine erstklassige Ausbildung erhalten hatten, von der Jahrhundertwende bis in die 1970er Jahre in der iranischen Regierung in leitenden und Schlüsselpositionen.
- Von Khanum Ezzat-ed-Dowleh Qajar (1872–1955)
  - Fürst Firouz Nosrat-ed-Dowleh III (1889–1937)
  - Prinz Abbas Farman Farmaian (1890–1935)
  - Prinz Mohammad Vali Farman Farmaian (1891–1988)
  - Prinz Mohammad Hossein Firouz (1894–1984)
  - Prinz Nezam-ed-Din-Din Farman Farmer (1899–1920)
  - Prinz Mohammad Ja'ffar Farmer Farmer (1901–1920)
- Vom Mah Bagum Khanum (1892–1915)
  - Prinzessin Bodagh Farman Farmaian (1909–2002)
- von Massoumeh Khanum Tafreshi (1899–1978)
  - Prinz Sabar Farman Farmaian (1912–2006)
  - Prinzessin Jabbareh Farman Farmaian (1916–2009)
  - Prinzessin Sattareh Farman Farmaian (1921–2012)
  - Prinz Farough Farman Farmaian (1925–2014)
  - Prinzessin Ayesheh (Homerah) Farmer Farmaian (geb. 1928)
  - Prinz Ghaffar Farman Farmaian (geb. 1930)
  - Prinzessin Soraya Farman Farmaian (1931–2003)
  - Prinz Haroun-al-Rashid Farman Farmaian (geb. 1933)
  - Prinzessin Khorshid Farman Farmaian (geb. 1937)
- Vom Batoul Khanum Ahshami (1896–1975)
  - Prinzessin Maryam Farman Farmaian (1913–2008)
  - Prinzessin MehrMah Farman Farmaian (1915–2013)
  - Prinz Manucher Farman Farmaian (1916–2003)
  - Prinz Abdol-Aziz Farman Farmer (1921–2013)
  - Fürst Abol-Baschar Farman Farmer (1922–1991)
  - Prinzessin Leyla Farman Farmaian (1925–2011)
  - Prinzessin Haideh Farman Farmaian (1927–2011)
  - Prinz Cyrus Farman Farmaian (geb. 1929)
  - Prinz Abdol-Ali Farman Farmaian (1935–1970)
- Von Fatemeh Khanum Alinaghi (Schirazi) (1900–1984)
  - Prinzessin Mahsama Farman Farmaian (geb. 1918)
  - Prinz Jamshid Farman Farmaian (1919–2006)
  - Prinz Kaveh Farman Farmer (1920–2004)
  - Prinz Ali Naghi Farman Farmaian (b. 1923)
  - Prinz Alidad Farman Farmaian (1924–2010)
  - Prinzessin Shahzadi Bilqis Khanum Farman Farmer Farmaian (1926–1927)
  - Prinz Hafez Farman Farmaian (geb. 1927)
- Von Khanum Akhtarzaman Hormozian (1906–1979)
  - Prinz Karimdad Farman Farmer Farmaian (geb. 1923)
- Vom Hamdam Khanum Talai (ursprünglich Safar) (1913–1969)
  - Khodadadad Mirza Farman F